# Svesing Sogn
Svesing Sogn (på tysk Kirchspiel Schwesing) er et sogn i det sydvestlige Sydslesvig, tidligere i Sønder Gøs Herred (Husum Amt), nu i kommunerne Arenfjolde, Fjolde (→Højfjolde), Immingsted, Svesing, Vester Ørsted og Øster Ørsted i Nordfrislands Kreds i delstaten Slesvig-Holsten. I Svesing Sogn ligger Svesing Kirke.
I Svesing Sogn findes flg. stednavne:
- Arl
- Arenfjolde eller Arnfjolde (Ahrenviöl) med Gejlvang (allerede tilhørende Treja Sogn)
- Baggeskov (Backensholz)
- Bremsborg
- Engelsborg (Engelsborgkro)
- Feddersborgkro
- Haneborg
- Holager
- Højfjolde
- Immingsted (Immingstedt) med Immingsted Skov
- Kielkro
- Svesing (Schwesing)
- Syderholt (Süderholz)
- Vesterholt (Westerholz)
- Vester Ørsted (Wester-Ohrstedt)
- Øster Ørsted (Oster-Ohrstedt)